# Черкасов, Владимир Аристархович
Влади́мир Ариста́рхович Черка́сов (род. 30 января 1939 года, с. Усть-Кишерть, Кишертский район, Пермский край, СССР) — советский и российский хирург, ректор Пермской медицинской академии (1995—2004).

## Биография
Родился 30 января 1939 года в селе Усть-Кишерть Пермской области.
В 1962 году окончил Пермский медицинский институт (в настоящее время — Пермский государственный медицинский университет). Совмещал учёбу на последних курсах с работой врачом скорой помощи. После окончания института был направлен работать хирургом в Кишертскую районную больницу.
В 1965 году становится заведующим хирургическим отделением Кунгурской городской больницы.
С 1967 по 1971 годы работает в Перми хирургом (в 1968 году был аттестован хирургом первой категории).
В 1971 году возглавил отделение грудной хирургии в областной больнице и защитил кандидатскую диссертацию.
С 1972 по 1982 годы работает главным хирургом области.
В 1980 году возглавил вновь созданное в областной больнице отделение сосудистой хирургии.
В 1993 году защитил докторскую диссертацию, затем был утверждён в звании профессора.
В 1995 году был избран ректором Пермской государственной медицинской академии, которую возглавлял до 2004 года.
С 1997 по 2001 годы — депутат Законодательного собрания Пермской области по избирательному округу № 27 второго созыва, член комитета по бюджету и внебюджетным фондам.
Автор 6 монографий, свыше 300 научных работ. Под его руководством защищено 8 докторских и 19 кандидатских диссертаций.

## Награды
- Медаль «За трудовую доблесть» (1971)
- Заслуженный врач Российской Федерации (1996)[4]
- Почётная грамота Пермского края (2019)[5]